# Sveriges fredsråd
Sveriges fredsråd är en paraplyorganisation för olika fredsorganisationer i Sverige, grundad 1946. Ett 15-tal organisationer är anslutna.
Ansluta organisationer är bland annat Svensk-irakiska solidaritetskommitén, Irakiska demokratiska föreningen, Somaliska föreningen, Svensk-kubanska föreningen, Svenska Fredskommittén, Svenska Kvinnors Vänsterförbund och Chak.